# 1991年ポーランド議会選挙
1991年ポーランド議会選挙（1991ねんポーランドぎかいせんきょ）は、ポーランド共和国の立法府であるセイム（下院）とセナト（上院）の議員を選出するため1991年10月に行われた総選挙である。

## 概要
1989年6月の部分的自由選挙の結果、独立自主管理労働組合「連帯」顧問であるタデウシュ・マゾヴィエツキを首班として発足した非共産党政権による憲法改正（12月）及び社会主義体制放棄後、初めて行われた完全自由選挙である。

## 基礎データ
- 大統領：レフ・ヴァウェンサ - 前年1990年の大統領選挙で大統領に選出された。
- 首相：タデウシュ・マゾヴィエツキ
- 定数
  - セイム：460議席（任期4年）
    - 選挙区：391議席（36選挙区）
    - 全国区：69議席

  - セナト：100議席（任期4年） - 1989年の円卓会議での合意に基づいて設置された。
- 選挙制度
  - セイム：比例代表制
    - 選挙区：非拘束名簿式（ニーマイヤー式）
    - 全国区：拘束名簿式（有効得票の5%以上を獲得、若しくは5選挙区以上で議席を確保することが議席獲得の要件）

  - セナト：中選挙区制（県を選挙区単位とする）
- 選挙権
  - セイムとセナト共に18歳以上
- 被選挙権
  - セイム：21歳以上
  - セナト：30歳以上

## 主要政党
1990年の大統領選挙、1991年の総選挙を巡って「連帯」系グループが分裂、様々な少数政党が乱立した。以下に主要な政党及び連合について取り上げる。
民主左翼連合（SLD）
社会主義体制時代の支配政党であったポーランド統一労働者党（PZPR）から社会民主主義政党へと改編したポーランド共和国社会民主党（SdRP）を軸に、全国労働組合連合など13組織を結集して結成された政党連合
民主連合（UD）
1990年の大統領選挙で、マゾヴィエツキを支援した選挙委員会や、市民運動－民主行動（ROAD）、民主右翼フォーラム（FPD）が母体となって1990年12月に結成された政党。政教分離を唱えるグループ、キリスト教的価値を重視するグループ、環境保護グループ、社会的市場経済を目指すグループなど、様々な政治的価値を内包した政党である。
自由民主会議（KLD）
1990年、「連帯」系自由主義者で若手のグループが結成した政党。経済自由主義。戒厳令下の地下「連帯」活動に根源を有している。
市民中央同盟（POC）
ヴァウェンサ大統領を支持するグループが結集し、レフ・カチンスキを代表として1990年5月に結成した中央同盟（PC）を中心とした選挙連合。中道右派、キリスト教民主主義。
カトリック選挙行動（WAK）
キリスト教系政党であるキリスト教国民連盟（ZChN）を中心とした選挙連合
独立ポーランド連盟（KPN）
1979年に地下組織として結成された（1990年8月に政党登録）。脱共産主義、独立を目指すが、国家介入を一定の条件で容認する姿勢をとる。
ポーランド農民党（PSL）
社会主義体制時代の衛星政党である統一農民党（ZSL）と農民「連帯」の流れを汲む政党。農民の生活保護と穏健な改革、社会的市場経済を訴える。
注記：『ポスト社会主義国　政党・選挙ハンドブックⅠ』P7～P15と『ポーランド体制転換論 システム崩壊と生成の政治経済学』P179～P181を参照して作成した。

## 選挙結果
- 投票日：1991年10月27日
- 登録有権者数：27,517,280名
- 投票者数：11,887,949名（投票率43.20%）

1991年ポーランド議会選挙、下院の選挙区別政党支持分布地図。UDやSLDは西部や北部で、WAKやPOCそしてPSLは東部を中心に強い支持を得た事が示されている。

- 有効票数：11,218,602票

| 党派                                | 得票       | ％         | 議席数 | ％     |
| ----------------------------------- | ---------- | ---------- | ------ | ------ |
| 民主連合（UD）                      | 1,382,051  | 12.32      | 62     | 13.48  |
| 民主左翼連合（SLD）                 | 1,344,820  | 11.99      | 60     | 13.04  |
| カトリック選挙行動（WAK）           | 980,304    | 8.74       | 49     | 10.65  |
| 市民中央同盟（POC）                 | 977,344    | 8.71       | 44     | 9.56   |
| ポーランド農民党（PSL）             | 972,952    | 8.67       | 48     | 10.43  |
| 独立ポーランド連盟（KPN）           | 841,738    | 7.50       | 46     | 10.00  |
| 自由民主会議（KLD）                 | 839,978    | 7.49       | 37     | 8.04   |
| 農民合意（PL）                      | 613,626    | 5.47       | 28     | 6.09   |
| 独立自主管理労組「連帯」（NSZZ"S"） | 566,553    | 5.05       | 27     | 5.87   |
| ポーランドビール愛好者党（PPPP）    | 367,106    | 3.27       | 16     | 3.48   |
| ドイツ少数民族（MN）                | 132,059    | 1.18       | 7      | 1.52   |
| キリスト教民主主義（DC）            | 265,179    | 2.36       | 5      | 1.09   |
| 労働者連帯（SP）                    | 230,975    | 2.06       | 4      | 0.87   |
| キリスト教民主党（PCD）             | 125,314    | 1.12       | 4      | 0.87   |
| X党（Parita X）                     | 51,656     | 0.46       | 3      | 0.65   |
| その他の政党                        |            |            | 20     | 4.35   |
| 合計議席数                          | 合計議席数 | 合計議席数 | 460    | 100.00 |

| 党派                                | 議席数 | 議席率 |
| ----------------------------------- | ------ | ------ |
| 民主連合（UD）                      | 21     | 21.00  |
| 独立自主管理労組「連帯」（NSZZ"S"） | 12     | 12.00  |
| ポーランド農民党（PSL）             | 9      | 9.00   |
| カトリック選挙行動（WAK）           | 9      | 9.00   |
| 市民中央同盟（POC）                 | 9      | 9.00   |
| 農民合意（PL）                      | 7      | 7.00   |
| 自由民主会議（KLD）                 | 6      | 6.00   |
| 独立ポーランド連盟（KPN）           | 4      | 4.00   |
| 民主左翼連合（SLD）                 | 4      | 4.00   |
| キリスト教民主党（PCD）             | 3      | 3.00   |
| その他の政党                        | 16     | 16.00  |
| 合計                                | 100    | 100.00 |

出典：CIAS discussion Paper No.9 ポスト社会主義国　政党・選挙ハンドブックP17～P19、P22。なお、議席を獲得した政党の内、3議席未満の政党に関しては「其の他の政党」として扱った。
今回の選挙では、全体で111の政党が候補を擁立したが、このうち全国リストを提出したのは27政党に留まった。そして最終的に議席を獲得したのは、セイムで29政党、セナトでは13政党となった。この結果、最多議席数を得た民主連合でも2割に満たないなど安定多数を得た政党が存在しない極端な小党分立状態となった。そのため新政権の組閣は難航し、12月にようやくPOCなど中道右派勢力が協力してヤン・オルシェフスキ（Jan OLSZEWSKI）内閣を発足させた。